# Andre Matos
Andre Matos (São Paulo, 14 de setembre de 1971- 8 de juny de 2019) era un músic, cantant i compositor brasiler, conegut mundialment pel seu excel·lent acompliment com vocalista i la seua qualitat com compositor. La seua versatilitat el va portar a experimentar en diferents plànols musicals al llarg de la seua carrera, sent la seua preferit el heavy metal en els seus distintes variants.

## Discografia

### Viper
- Soldiers of Sunrise (1987)
- Theatre of Fate (1989)

### Angra
- Reaching Horizons (Demo Tape) (1992)
- Angels Cry (1993)
- Evil Warning EP (1994)
- Eyes Of Christ (Demo Tape) (1995)
- Holy Land (1996)
- Make Believe EP (1996)
- Freedom Call EP (1996)
- Holy Live EP (1997)
- Lisbon EP (1997)
- Fireworks (1998)
- Rainy Nights EP (1999)

### Shaaman
- Ritual (2002)
- Shaman-RituAlive (2003)
- Reason (2005)

### Virgo
- Virgo (2001)

### Andre Matos
- Time To Be Free (2007)
- Mentalize (2009)
- The Turn Of The Lights (2012)

### Col·laboracions
- Nepal: Manifiesto (1996)
- Looking Glass Self: Stigmata (1998)
- Superior: Younique (1998)
- Time Machine: Secret Oceans Part II (1998)
- Sagrado: Ao Oeste do Sol, Oeste da Lua (2000)
- Rodrigo Alves: Suddenly (2000)
- William Shakespeare's Hamlet (2001)
- Karma: Into the Eyes (2001)
- Henceforth: I.Q.U. (2001)
- Avantasia: The Metal Opera Parts I & II (2001) / (2002)
- Dr. Sin: DVD "10 Anos (Ao Vivo)" (2003)
- Aina: Days Of Rising Doom (2004)
- Luca Turilli: Prophet Of The Last Eclipse (2002)
- Avalanch: Los Poetas han Muerto (2003)
- Korzus: Ties Of Blood (2004)
- Thalion: Another Sun (2004)
- Eyes Of Shiva: Deep (2005)
- Krusader: Angus (2006)
- Tren Loco:Venas de acero/Acorazado Belgrano (2008)
- HDK: System Overload (2009)